# Cupid’s Chokehold
"Cupid’s Chokehold" – utwór zespołu Gym Class Heroes. Gościnnie z zespołem wystąpił na nim Patrick Stump z grupy Fall Out Boy, oraz Katy Perry. Po raz pierwszy został wydany w 2005 roku na płycie The Papercut Chronicles, po raz drugi w 2006 roku na płycie As Cruel as School Children. Do pierwszego i drugiego wydania zrealizowano osobne teledyski. Refren został zaczerpnięty z początku przeboju brytyjskiej, progresywnej grupy rockowej Supertramp zawartej na albumie o tej samej nazwie wydanym w 1979 roku.